# Salácia (cidade)
Salácia (em latim: Salacia) foi o nome dado pelos romanos à atual cidade de Alcácer do Sal. O nome foi dado em honra da ninfa da espuma salgada, esposa do deus Neptuno, também devido à importância que o sal detinha para a cidade. A cidade foi anexada pela República Romana em meados dos séculos II e I a.C. como consequência direta da derrota de Cartago na Segunda Guerra Púnica .